# جاستن روبرتس
جاستن روبرتس (بالإنجليزية: Justin Roberts)‏ هو موسيقي أمريكي، ولد في 18 نوفمبر 1979.

## وصلات خارجية
- الموقع الرسمي
- جاستن روبرتس على موقع ميوزك برينز (الإنجليزية)
- جاستن روبرتس على موقع أول ميوزيك (الإنجليزية)
- جاستن روبرتس على موقع ديسكوغز (الإنجليزية)